# Радикоза (Анкона)
Радикоза (итал. Radicosa) насеље је у Италији у округу Анкона, региону Марке.
Према процени из 2011. у насељу је живело 20 становника. Насеље се налази на надморској висини од 414 м.